# Brødrene Karamasov
 Der er for få eller ingen kildehenvisninger i denne artikel, hvilket er et problem. Du kan hjælpe ved at angive troværdige kilder til de påstande, som fremføres i artiklen.

Brødrene Karamazov (russisk: Бра́тья Карама́зовы, Brat'ya Karamazovy, russisk udtale: [ˈbratʲjə kərɐˈmazəvɨ]) er den sidste og fysisk største roman af Fjodor Mikhajlovitj Dostojevskij. Den regnes almindeligvis for hans hovedværk og anses af mange kendere for at være den bedste roman i litteraturhistorien.[kilde mangler]
Hovedpersonerne er de tre brødre Karamazov, der er meget forskellige, men forbundet i en inderlig kærlighed. Derudover er der et væld af livfuldt skildrede mennesker, hvoraf flere folder sig tilstrækkeligt ud til selv at være hovedpersoner.
En episode i romanen, legenden om storinkvisitoren, har vundet selvstændig berømmelse. Her berettes om, hvordan Jesus under den spanske inkvisition kommer tilbage til jorden og møder storinkvisitoren.
Romanen er blevet filmatiseret i USSR i 1969 under titlen Brødrene Karamasov.